# Петров Григорій Гаврилович
Григорій Гаврилович Петров (1909, станиця Кавказька, тепер Кавказького району Краснодарського краю, Російська Федерація — ?) — український радянський і партійний діяч, 2-й секретар Кам'янець-Подільського обкому КП(б)У, 1-й секретар Кіровоградського обкому КП(б)У. Депутат Верховної Ради УРСР 2—3-го скликань.

## Життєпис
Народився в родині робітника. У 1926 році вступив у ряди комсомолу, працював на керівній комсомольській роботі.
Член ВКП(б) з 1930 року.
До 1933 року працював на керівній комсомольській і радянській роботі в Курганінському районі Кубані.
У 1933—1938 роках — помічник начальника політичного відділу з комсомолу Лихачівської машинно-тракторної станції (МТС) Харківської області, заступник директора Лихачівської МТС.
У 1938—1939 роках — 2-й секретар Олексіївського районного комітету КП(б)У Харківської області, 1-й секретар Шевченківського районного комітету КП(б)У Харківської області.
У квітні 1939 — лютому 1944 року — секретар Харківського обласного комітету КП(б)У з кадрів. Під час німецько-радянської війни організовував партизанській рух на Харківщині.
У лютому 1944 — березні 1946 року — 2-й секретар Кам'янець-Подільського обласного комітету КП(б)У.
У березні 1946 — січні 1949 року — 1-й секретар Кіровоградського обласного і міського комітетів КП(б)У. Знятий з посади «як такий, що не забезпечив керівництво і допустив серйозне відставання області в господарському і культурному будівництві».
З січня 1949 року — слухач Вищої партійної школи при ЦК КП(б)У.
З липня 1951 по лютий 1953 року — інспектор ЦК КП(б)У.
З лютого 1953 по червень 1954 року — заступник міністра промисловості будівельних матеріалів Української РСР із кадрів та член колегії Міністерства промисловості будівельних матеріалів УРСР.
Подальша доля — невідома.

## Нагороди
- орден Леніна (23.01.1948)
- орден «Знак Пошани»
- орден Червоної Зірки
- ордени
- медаль «Партизанові Вітчизняної війни» 1-го ст.
- медаль «За перемогу над Німеччиною у Великій Вітчизняній війні 1941—1945 рр.»
- медаль «За доблесну працю у Великій Вітчизняній війні 1941—1945 рр.»
- медалі